# Michel Guy (général)
Pour les articles homonymes, voir Guy.
Michel Guy, né le 22 mai 1750, mort le 17 octobre 1811, est un général de brigade de la Révolution française.

## États de service
Il est fait chef de bataillon le 15 mai 1793, et le 13 août 1793, il commande la ville de Montpellier.
Il est nommé chef de brigade provisoire le 20 janvier 1794, par les représentants en mission Mihaud et Soubrany à l’Armée des Pyrénées orientales. Il est promu général de brigade provisoire le 5 août 1794, par les mêmes commissaires, nomination approuvé le 13 juin 1795.
Le 27 juin 1795, il commande la ville de Figuières, celle de Roses le 27 juillet 1795, puis Port-Vendres et enfin Collioure. Le 13 octobre 1795, il est réformé à la suite de la dissolution de l’armée des Pyrénées-Orientales.
Le 29 janvier 1796, il est affecté à l’armée d’Italie, mais il ne peut rejoindre son poste pour des raisons de santé et il est de nouveau remis en position de réforme le 22 avril 1796.
Il est admis à la retraite le 29 mars 1801.

## Sources
- (en) « Generals Who Served in the French Army during the Period 1789 - 1814: Eberle to Exelmans »
- (pl) « Napoléon.org.pl »